# Izotróp antenna

Elméleti izotróp antenna iránykarakterisztikája

Az izotróp antenna egy hipotetikus antenna, nem lehet sem megtervezni, sem kivitelezni. Csak kiszámítani lehet, vagy elméletben elképzelni.
Honnan származik az izotróp kifejezés? Izotrópia, izotróp a görög „isos” azaz azonos és „trópos”, azaz fordulás, forgás szavakból származik. A tudományban ezzel a fogalommal jelölik azon testek tulajdonságát, melyek minden irányban azonos, egyenlő tulajdonságokat mutatnak.
Az izotrop antenna egy idealizált sugárzó elem, amelyet elméleti számítások során, valamint méréstechnikában referenciának használunk.
A gyakorlatban izotrop antenna nem létezik, mert az "egyenlő sugárzás minden irányba" elve megsérti a Helmholtz-hullámegyenletet.

## Elméleti izotróp antenna
Az elméleti izotróp antenna egy végtelen kis pont a vákuumban, mely tökéletesen egyenletesen (izotrópikusan) sugároz a tér minden irányában, visszaverődések és veszteségek nélkül. Iránykarakterisztikája gömb alakú.
A tér minden irányába egyenletesen sugárzó antennát izotróp sugárzónak nevezzük. Ez a „lélegző gömb” megvalósíthatatlan ugyan, de kiváló referencia. A PT betáplált teljesítményt az izotróp antenna a tér minden irányába azonos intenzitással sugározza ki, így az az antenna köré vont gömbfelületen egyenletesen oszlik el. Az izotróp antenna tehát tőle r távolságban
{\displaystyle S_{0}={\frac {P_{T}}{4\pi r^{2}}}}
teljesítménysűrűségű elektromágneses hullámot hoz létre.
Legtobbször elméleti izotróp antenna nyereségéhez viszonyítják minden más antenna nyereségét, mivel az elméleti izotróp antenna nyeresége pontosan {\displaystyle G=1} azaz {\displaystyle G=0{\text{ dB}}}
Izotróp antenna nem készíthető, mert
- ahhoz, hogy egy antenna iránykarakterisztikája gömb legyen, az antennának pontszerűnek kell lennie
- egy pontszerű vezetőn akkor sem alakulhatna ki antennaáram, ha végtelen nagy feszültséggel táplálnánk meg
- mivel végtelen nagy feszültség mellett is 0 lenne az antennaáram, így az antenna talpponti ellenállása is végtelen nagy lenne, így az antenna nem adna teljesítményt.
- mivel a pontszerű antenna hossza 0, így az antennának nincs induktív reaktanciája, így a pontszerű vezető primer sugárzóként nem értelmezhető
- mivel a pontszerű antenna felülete 0, így az antennának nincs kapacitív reaktanciája, így a pontszerű vezető primer sugárzóként nem értelmezhető.

Az izotróp antennához viszonyított antennanyereséget Gi vagy GdBi -vel jelölik.

## Kvázi-izotróp antenna
Mivel izotróp antenna nem készíthető, így méréseknél olyan antennát használnak, amelynek iránykarakterisztikája minél jobban közelíti az izotróp antenna iránykarakterisztikáját. Ha a mérésre használt kvázi-izotróp antenna tulajdonságai az üzemi frekvencián pontosan ismertek, akkor a kapott mérési eredményeket át lehet számolni elméleti izotróp antennára vonatkoztatott értékekre.
A kvázi-izotróp antenna egy olyan egyenes vezető, amely jóval rövidebb a negyedhullámhossznál, és az adott irányt tartalmazó tökéletesen vezető síkra merőlegesen helyezkedik el.
A rövidített, kvázi-izotróp antennához viszonyított antennanyereséget GV vagy GdBV -vel jelölik.
A gyakorlatban rövidített körsugárzóantennát, vagy félgömbsugárzót használnak referenciaantennaként.